# Leucopogon squarrosus
Leucopogon squarrosus är en ljungväxtart. Leucopogon squarrosus ingår i släktet Leucopogon och familjen ljungväxter.

## Underarter
Arten delas in i följande underarter:
- L. s. squarrosus
- L. s. trigynus